# Pablo Castro
Pablo Adrián Castro Duret (Montevideo, 18 gennaio 1985) è un ex calciatore uruguaiano, di ruolo difensore.

## Carriera

### Club
Ha giocato nel massimo campionato uruguaiano e portoghese.

### Nazionale
Ha esordito con la nazionale nel 2007.